# Hanseatenkreuz

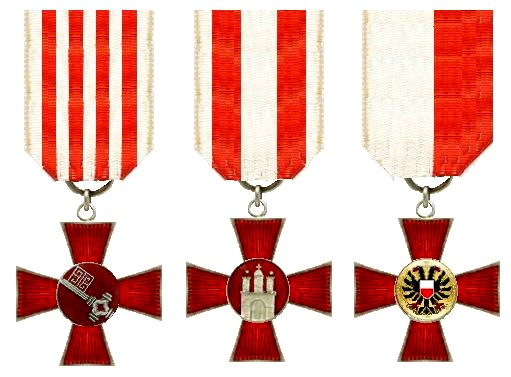
Hanseatenkreuz
Bremen, Hamburg, Lübeck

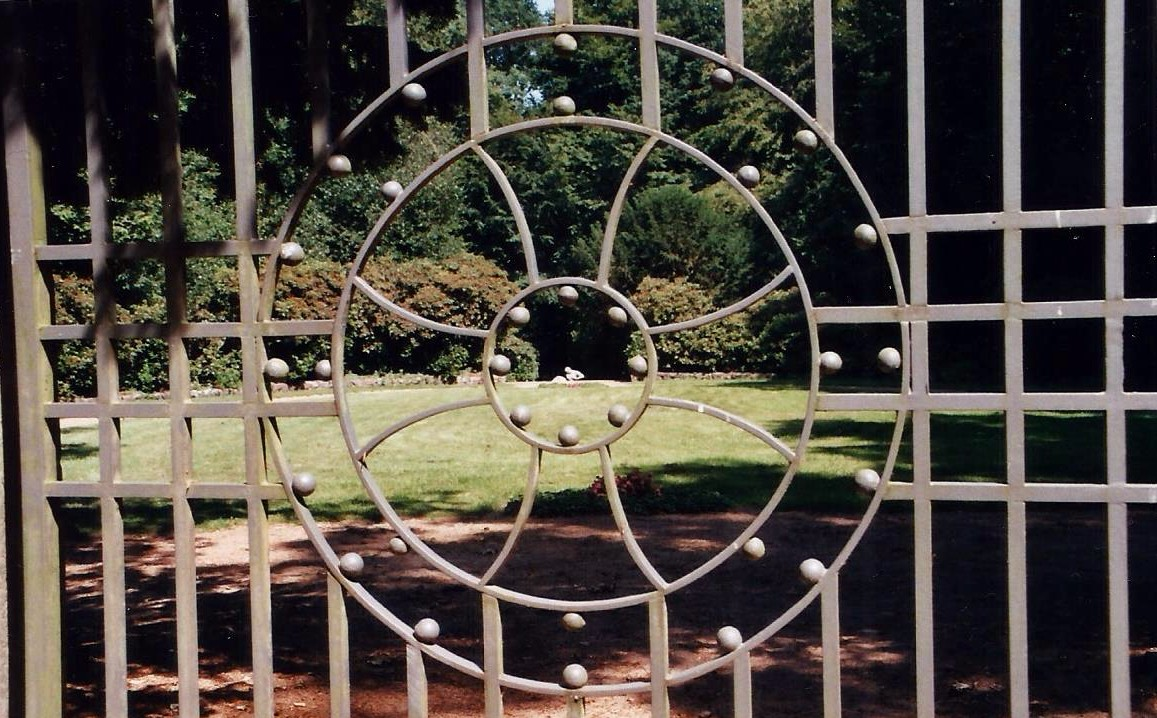
Pfortenflügel auf dem Lübeckischen Ehrenfriedhof

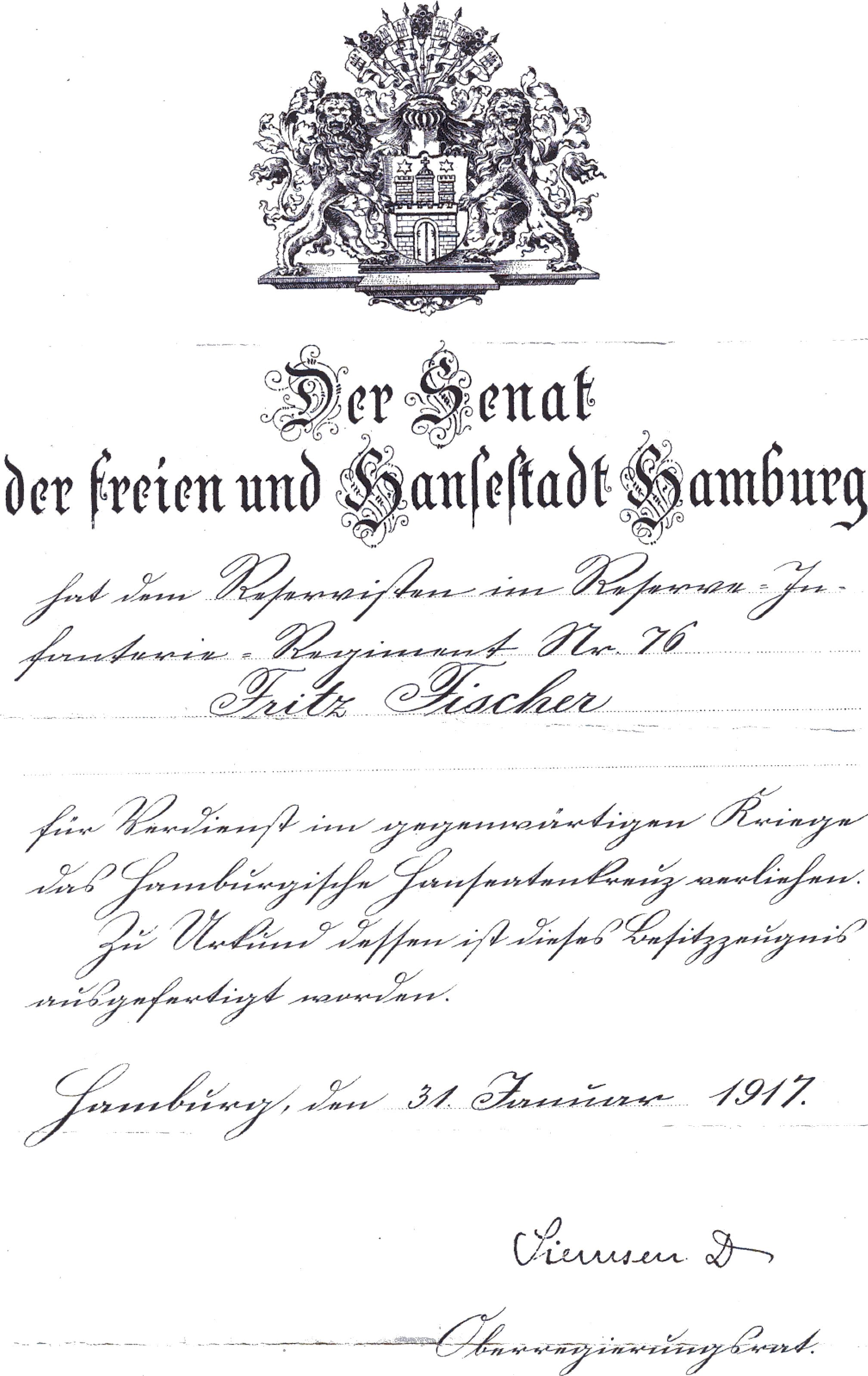
Verleihungsurkunde der Hansestadt Hamburg

Das Hanseatenkreuz, das sich schon auf den Fahnen und Standarten der Hanseatischen Legion in der Zeit der Befreiungskriege befand, wurde während des Ersten Weltkrieges im Jahre 1915 gemeinsam von den drei Hansestädten Hamburg, Bremen und Lübeck als deren Auszeichnung für Verdienste im Krieg gestiftet.

## Ordensdekoration
Die Kreuze sind vorderseitig – mit Ausnahme des in einem mittigen Medaillon gezeigten jeweiligen Stadtwappens – einheitlich rot emaillierte Tatzenkreuze aus versilbertem Kupfer. Die Rückseite trägt die Inschrift Für Verdienst im Kriege 1914.
Das Ordensband des Hamburgischen Hanseatenkreuzes zeigt zwei rote Streifen auf weißem Grund, das Band des Bremischen Hanseatenkreuzes vier rote Streifen auf weißem Grund, das Band des Lübecker Hanseatenkreuzes ist jeweils zur Hälfte Rot und Weiß.

## Verleihung

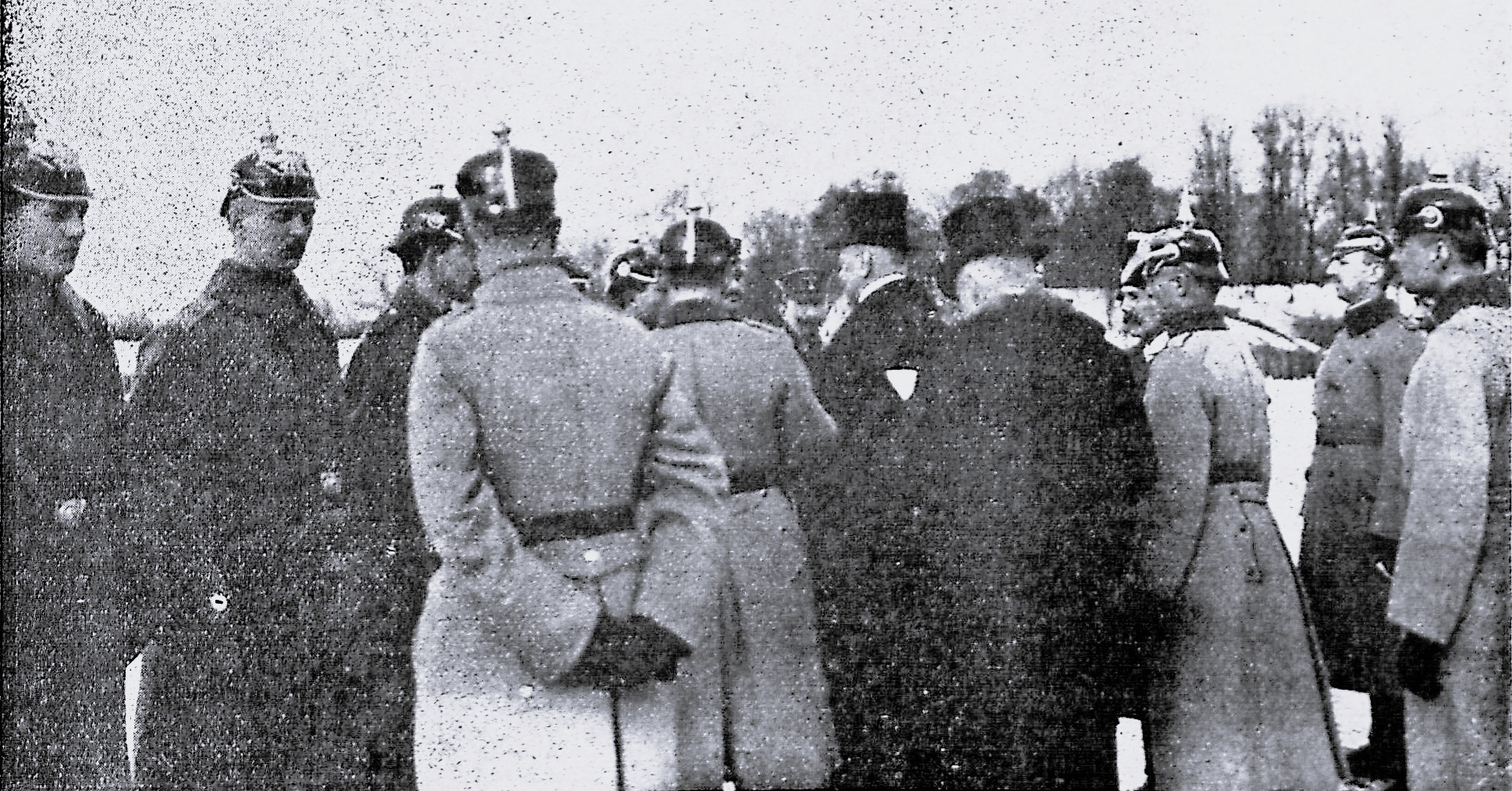
Der Lübeckische Bürgermeister Fehling zeichnet im Anschluss an die Feierlichkeiten auf dem Buniamshof anlässlich des Kaisergeburtstages „verdiente Krieger“ mit dem Hanseatenkreuz aus.

Der Orden konnte verliehen werden an die – auch früheren – Mitglieder des Infanterie-Regiments „Bremen“ (1. Hanseatisches) Nr. 75, des Infanterie-Regiments „Hamburg“ (2. Hanseatisches) Nr. 76, des Infanterie-Regiments „Lübeck“ (3. Hanseatisches) Nr. 162, die Besatzungen der Kriegsschiffe Hamburg, Bremen und Lübeck sowie an Bewohner der drei Städte, die in anderen Einheiten dienten. Der Orden wurde auch an hochverdiente sonstige Kriegsteilnehmer verliehen, so erhielt z. B. der bekannte Jagdflieger Manfred von Richthofen das Kreuz aller drei Städte.
Kurz nachdem der Orden in drei Varianten ins Leben gerufen wurde, ging vom Lübecker Senat die Initiative zu einer vierten Variante des Hanseatenkreuzes aus. Diese wurde damit begründet, dass die Kreuze zu jenem Zeitpunkt nur an Vor dem Feind bewährte Frontkämpfer verliehen wurden. Der Senat beabsichtigte aber, es an einen seiner in der Etappe tätigen Konsuln zu verleihen. Also wäre zu dieser Möglichkeit die Schaffung einer vierten Variante vonnöten gewesen. Nach Konsultationen zwischen dem Hamburger und Bremer Senat wurde jedoch dieses Ansinnen abgelehnt.
Der Senat der Hansestadt Bremen verlieh als einziger der das Kreuz verleihenden drei Hansestädte 1915 den Fahnen seines Regiments das Hanseatenkreuz.
Auf den schmiedeeisernen Flügeln der Pforte des Hauptportales sowie dem Portal zum Gräberfeld des Lübeckischen Ehrenfriedhofs wurde deren Zentren mit einem symbolischen Hanseatenkreuz versehen.
Ein verliehenes Hanseatenkreuz konnte allerdings auch wieder aberkannt werden. So geht aus dem Lübecker Verzeichnis der Hanseatenkreuzträger ein Träger hervor, bei dem nachträglich vermerkt worden war, dass ihm das Kreuz im Jahre 1944 wieder aberkannt worden ist. Der Träger war straffällig geworden und wurde zu zwei Jahren Haft verurteilt.

## Bekannte Ordensträger
Bremen
- siehe: Träger des Hanseatenkreuzes (Bremen)

Hamburg
- siehe: Träger des Hanseatenkreuzes (Hamburg)

Lübeck
- siehe: Träger des Hanseatenkreuzes (Lübeck)

## Verzeichnisse
- Die Träger des Lübeckischen Hanseatenkreuzes lassen sich in den Senatsakten im Lübecker Stadtarchiv unter dem Verzeichnis der Inhaber des Lübeckischen Hanseatenkreuzes mit der Signatur 1093 nachlesen.